# Flying Enterprise
 For alternative betydninger, se Flying Enterprise (flertydig). (Se også artikler, som begynder med Flying Enterprise)
Flying Enterprise Standardskib af typen C1-b bygget i 1944 i USA. Det blev oprindelig døbt Cape Kumakari og gjorde konvojtjeneste under 2. verdenskrig.
I 1947 blev fartøjet solgt til det amerikanske rederi Isbrandtsen Company, hvor navnet blev ændret til Flying Enterprise. Det gjorde herefter tjeneste på den nordlige del af Atlanterhavet de følgende fem år som almindeligt fragtskib.
Tidligere var alle skibe nittede, men den nye og hurtige teknik under 2. verdenskrig var svejsede skibe. Liberty-klassen var således også svejsede. Imidlertid viste det sig, at de især på skrogets midte havde et problem med svejsningen. Flying Enterprise var ingen undtagelse. Således opdagede man den 28. december 1951 i meget hård sø og ca. 300 sømil fra England begyndende revner i skroget, umiddelbart agter for overbygningen. Besætningen foretog interimistiske reparationer, hvorefter man forsøgte at fortsætte sejladsen.
Den næste morgen begyndte skibet at krænge kraftigt med en slagside på 45°, hvorefter det blev besluttet at forlade skibet. Nødsignaler blev afsendt og det amerikanske troppetransportskib General A.W. Greely  og det amerikanske dampskib Southland reagerede og kom til undsætning. Besætning og passagerer blev evakueret og reddet, dog med tab af et enkelt menneskeliv. Skibets kaptajn, den danskfødte Kurt Carlsen, valgte at blive om bord. Han nægtede at forlade skibet før det enten sank eller var blevet bugseret til en sikker havn.
Den engelske slæbebåd Turmoil ankom den 3. januar og flere forsøg blev gjort for at etablere et slæb – men uden resultat. Næste dag den 4. januar fik Carlsen selskab af slæbebådens styrmand Kenneth Dancy, og sammen fik de etableret et slæb og påbegyndte bugsering med England som destination. På dette tidspunkt var slagsiden på skibet mellem 60 og 65°.
Bugseringen var en succes, indtil 40 sømil fra den engelske by Falmouth. På dette tidspunkt sprang slæbetovet. Der blev gjort flere forsøg på at genetablere forbindelse med slæbebåden, men alle uden resultat. Krængningen var nu omkring 80°, og skibet lå så lavt i vandet, at Carlsen og Dancy så sig nødsaget til at forlade skibet, som sank den 10. januar 1952.
Lige siden har der været mangfoldige spekulationer over, hvorfor kaptajnen holdt ud så længe. Der har bl.a. været teorier om, at lasten indeholdt stats- eller militærhemmelige sager.
En del af skibets last blev bjerget af det italienske firma Sorima i 1960. I bjergningsaftalen blev firmaet pålagt at holde den bjergede last hemmelig.

## Skibets last
Skibets hemmelige last var Zirconium (Zr). Det skulle bruges til reaktoren i den første atomdrevne ubåd USS Nautilus (SSN-571). Projektet blev forsinket 1 år.